# Куломзинское сельское поселение
Куломзинское се́льское поселе́ние — муниципальное образование в Оконешниковском районе Омской области Российской Федерации.
Административный центр — село Куломзино.

## История
Статус и границы сельского поселения установлены Законом Омской области от 30 июля 2004 года № 548-ОЗ «О границах и статусе муниципальных образований Омской области».

## Население
| 2010 | 2011 | 2012 | 2013 | 2014 | 2015 | 2016 |
| ---- | ---- | ---- | ---- | ---- | ---- | ---- |
| 711  | ↘708 | ↘705 | ↘689 | ↘672 | ↘668 | ↗681 |
| 2017 | 2018 | 2019 | 2020 | 2021 | 2023 |      |
| ↘680 | ↘674 | ↘672 | ↘663 | ↘474 | ↘454 |      |

## Состав сельского поселения
| № | Населённый пункт | Тип населённого пункта       | Население |
| - | ---------------- | ---------------------------- | --------- |
| 1 | Куломзино        | село, административный центр | ↘474      |
| 2 | Пресновка        | деревня                      | ↘237      |